# Нязепетровская
Нязепетровская — станция Златоустовского региона Южно-Уральской железной дороги. Находится в городе Нязепетровске Челябинской области, возле устья реки Ураим. Расположена на линии Бердяуш (ЮУЖД) — Дружинино (СвЖД), соединяющей исторический и современный ходы Транссибирской магистрали.
Была построена в ходе строительства Западно-Уральской железной дороги, имела довольно внушительное путевое хозяйство, локомотивное депо Нязепетровск, вагонное депо. Участок железной дороги Бердяуш — Михайловский завод обслуживала Нязепетровская дистанция пути. Действовал резерв проводников. В советское время через станцию проходило 3 пары пассажирских поездов и порядка 13 пар грузовых.
В годы реформ почти исчезло грузовое движение, теперь полностью отсутствует пассажирское. В настоящее время грузовые поезда через стык дорог не курсируют, минимальное грузовое движение имеется со стороны Бердяуша до Нязепетровской. Пригородное сообщение со станциями Бердяуш и Златоуст было отменено 5 сентября 2012 года. На базе 6 локомотивного депо Нязепетровск был создан филиал Челябинского завода ОЗПМ.
К Нязепетровской дистанции путей относятся станции:
- Ункурда,
- Арасланово,
- Табуска,
- Сказ.

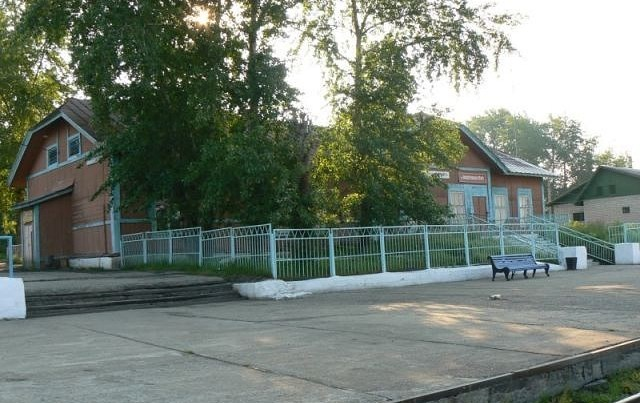
Здание вокзала в 2000 г.
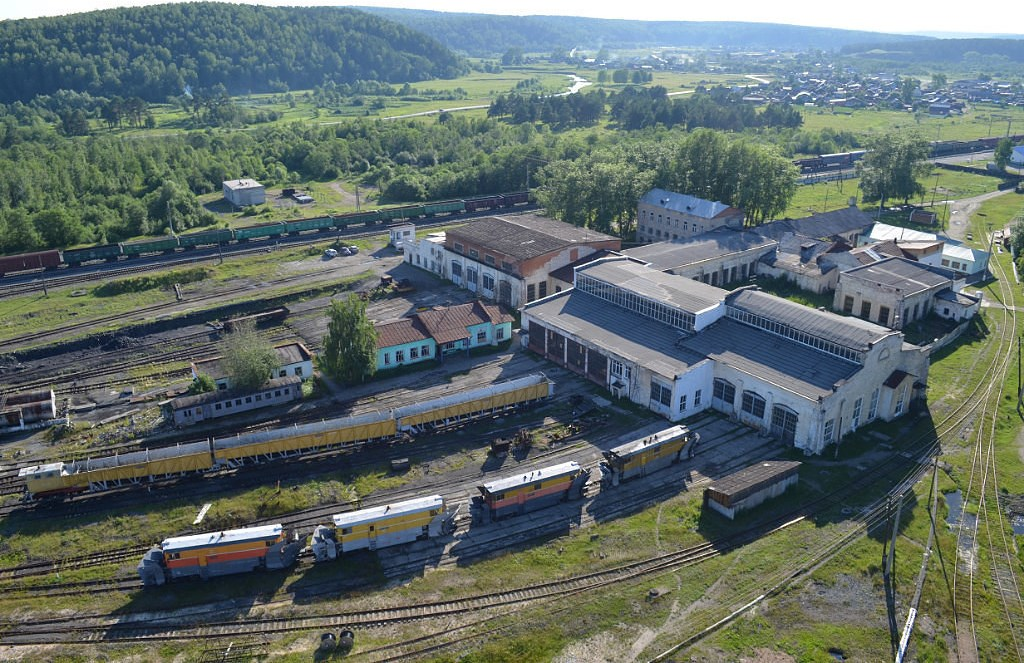
Депо, 2000 г.
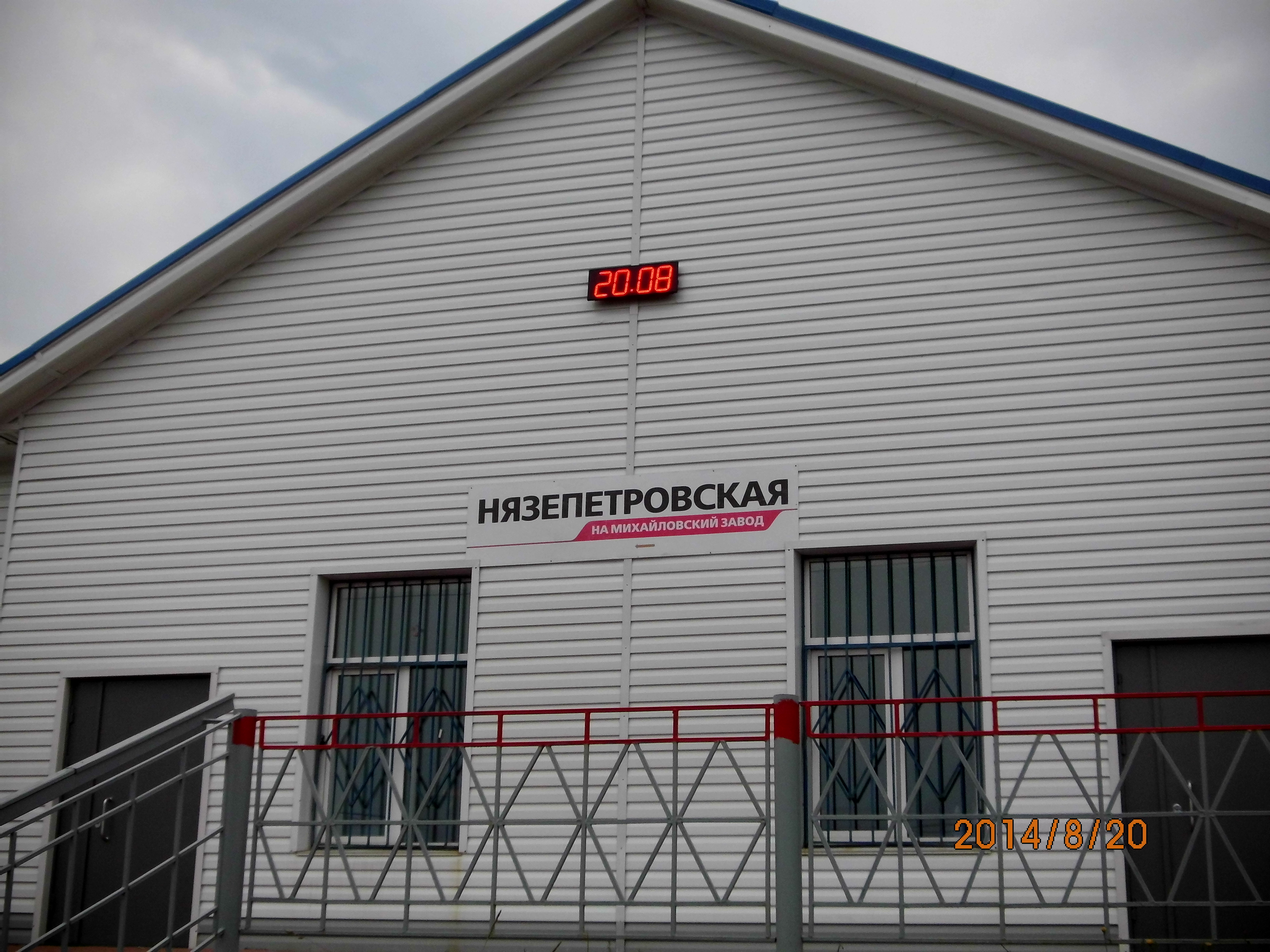
Здание вокзала после ремонта, 2014 г.
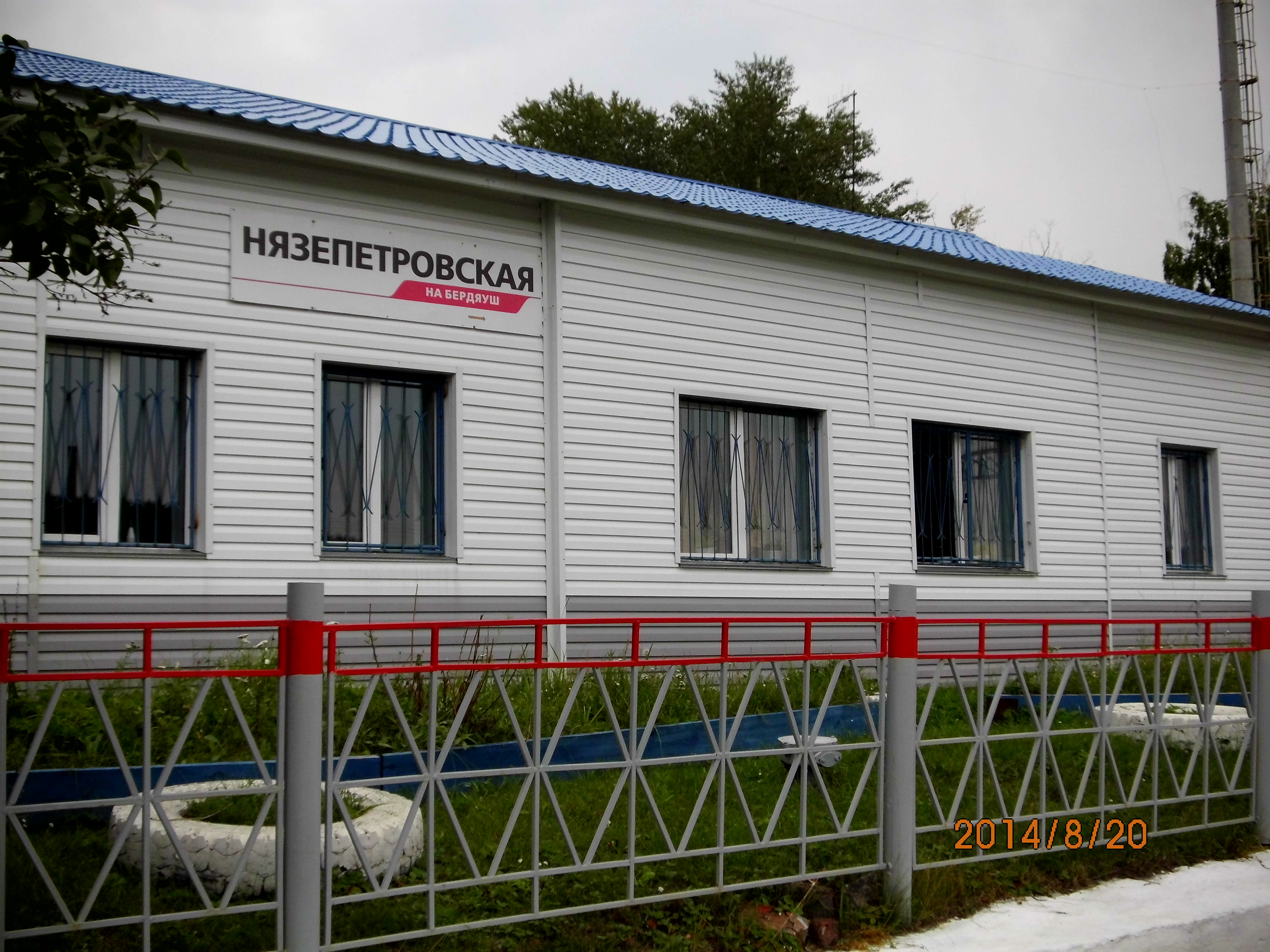
Диспетчерская, 2014 г.